# Anna Keller (Frauenrechtlerin)

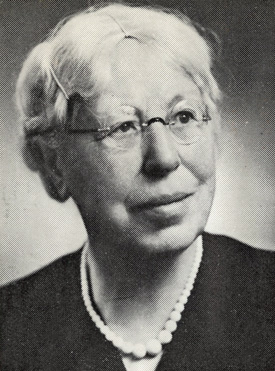
Anna Keller (um 1915)

Anna Katharina Keller (* 24. Januar 1879 in Basel; † 31. August 1962 ebenda) war eine Schweizer Lehrerin, Schriftstellerin und Frauenrechtlerin.

## Leben
Anna Katharina Keller wurde als Tochter des Karl Albert und der Anna Katharina, geborene Eckenstein, in Basel geboren. Nach dem Besuch der Töchterschule in Basel unterrichtete sie als Primarlehrerin in Binningen, Gelterkinden und Basel. Daneben bildete sie sich von 1903 bis 1907 an der Universität Basel zur Mittelschullehrerin aus.
Sie lehrte 24 Jahre lang Sekundarlehrerin im Dreirosenschulhaus Basel und war von 1924 bis 1932 Übungslehrerin am Lehrerseminar Basel. Sie vertrat moderne pädagogische Ideen wie die des Gesamtunterrichts.
Sie wurde Präsidentin der Basler Sektion des Schweizerischen Lehrerinnenvereins und von 1920 bis 1924 dessen Zentralpräsidentin.
Keller engagierte sich für die rechtliche Gleichstellung der Geschlechter. An der Lehrerinnenversammlung vom 24. April 1918 in Basel hielt sie ein Referat über «Gleiche Arbeit, gleicher Lohn». Sie war Mitbegründerin der Vereinigung für Frauenstimmrecht Basel und Umgebung.
Neben dem Beruf und nach der Pensionierung verfasste sie als Schriftstellerin Prosa und Lyrik für Kinder und Erwachsene. Sie wurde besonders durch ihre Kinder- und Jugendbücher bekannt.

## Werke (Auswahl)
- Der Drachenbrunnen. Der Mann im Mond. Verein für Verbreitung Guter Schriften, Basel 1909.
- Kleines Festspiel in 3 Bildern zur Einweihung des Basler Ferienheimes in Prêles. Gasser, Basel 1914.
- Die fünf Batzen. Schweizerisches Jugendschriftenwerk, Zürich 1934.
- Schulmeister Pfiffikus und andere Märchen. Blaukreuz, Lausanne 1936.
- Kindermärchen. Schwabe Verlag, Basel 1937.
- Kleine Wunderwelt. Schwabe, Basel 1939.
- So härzigi Tierli git’s. Sauerländer, Aarau 1943.
- Der feurige Schluck und andere Geschichten. 2. Auflage, Schweizerisches Jugendschriftenwerk, Zürich 1955.
- Ein Krättlein voll neuer Geschichten. Sauerländer, Aarau 1956.
- D’Wunschfee und anderi Theaterspil. Schweizerisches Jugendschriftenwerk, Zürich 1957.
- Cuentos populares suizos. Ed. Molino, Barcelona 1959.
- Um die liebe Weihnachtszeit. Majer, Basel 1961.
- mit Hanna Helwig: Unsere kleine Ursula. Ars sacra, München 1966.